# جيمس إتش أوستين
جيمس إتش أوستين (بالإنجليزية: James H. Austin)‏ هو طبيب أعصاب وعالم أعصاب أمريكي، ولد في 1925.